# Isoxya cowani
Isoxya cowani är en spindelart som först beskrevs av Butler 1882.  Isoxya cowani ingår i släktet Isoxya och familjen hjulspindlar.
Artens utbredningsområde är Madagaskar. Inga underarter finns listade i Catalogue of Life.